# Luka Palamartschuk
Luka Chomytsch Palamartschuk (* 6. Septemberjul. / 19. September 1906greg. im Dorf Troschtscha (ukrainisch Троща, Gouvernement Podolien, Russisches Reich; heute Rajon Lypowez, Oblast Winnyzja, Ukraine); † 2. Januar 1986 in Kiew) war ein ukrainischer und sowjetischer Diplomat und Politiker. Palamartschuk war von 1954 bis 1965 Außenminister der Ukrainischen SSR.

## Leben
Luka Palamartschuk war von 1928 an Parteimitglied der KPdSU. Zwischen 1929 und 1952 war er als Journalist tätig. 1949 schloss er ein Studium an der Historischen Fakultät der Universität Kiew ab.
Zwischen 1952 und 1954 war Palamartschuk Stellvertretender Minister für auswärtige Angelegenheiten der Ukrainischen SSR und wurde am 11. Mai 1954 Minister für auswärtige Angelegenheiten des Ukrainischen SSR. Dieses Amt übte er bis zum 13. August 1965 aus. Vom 21. Januar 1956 bis zum 15. März 1966 war er Kandidat des Zentralkomitees der Kommunistischen Partei der Ukraine. Im Anschluss an sein Ministeramt war er zwischen dem 13. August 1965 und dem 25. Oktober 1972 außerordentlicher und bevollmächtigter Botschafter der UdSSR in Marokko. Palamartschuk starb 1986 in Kiew.